# Gennadi Gagulia
Gennadi Gagulia (ur. 4 stycznia 1948, zm. 8 września 2018) – polityk nieuznawanego państwa Abchazja, trzykrotny premier tego kraju.

## Życiorys
W 1972 ukończył Białoruski Narodowy Uniwersytet Techniczny. W latach 1991–1992 pełnił funkcję przewodniczącego Państwowego Komitetu ds. Stosunków Gospodarczych z Zagranicą Abchaskiej SRR. W latach 1992–1995 wicepremier, od 1995 do 1997 po raz pierwszy objął tekę premiera. Od 1997 pełnił funkcję zastępcy Dumy Państwowej, w 2002 roku stał na czele Izby Handlowej w Abchazji w latach 2002–2003 ponownie pełnił funkcję premiera. W latach 2003–2004 był szefem Administracji Prezydenta Abchazji. Od 2005 do 2018 kierował Izbą Handlową i Przemysłem Abchazji. 24 kwietnia 2018 po raz trzeci objął funkcję premiera.
Zginął w wypadku drogowym.